# Gotthard-Decke
De Gotthard-Decke (Duits: Decke = dekblad), ook wel (verouderd) het Gotthard-Massiv is een dekblad in de Helvetische Zone van de Zwitserse Alpen. De Gotthard-Decke bestaat uit kristallijne gesteenten die zich voor de vorming van de Alpen in de onderkorst van de zuidelijke rand van de Europese Plaat (de noordelijke rand van de Tethysoceaan) bevonden.

## Ligging
De Gotthard-Decke ligt zuidelijk van de Aar-Decke, het contact wordt gevormd door een smalle zone van gemetamorfoseerde en sterk gedeformeerde sedimenten uit de Tethysoceaan. In het zuiden liggen de Simano- en Adula-Decken over de Gotthard-Decke heen.
De Gotthard-Decke dagzoomt in een langgerekte band door de centrale Alpen. Deze band begint in het westen in de bergrug tussen het Binntal en het Goms ten oosten van Brig, om telkens ten zuiden van het hoofddal te blijven: de dagzoom loopt door ten zuiden van de Furkapas, Andermatt (en ten noorden van Airola in het Valle Leventina), de Overalppas, Disentis en eindigt ten zuiden van het oostelijke Surselva.

## Geologische opbouw
De dagzoom van de Gotthard-Decke kan grofweg in drie delen worden ingedeeld: een centrale zone die bestaat uit orthogneis, de zogenaamde Streifengneis ("gestreepte gneis"); aan beide zijden geflankeerd door zones van micaschisten, die hier paragneisen genoemd worden. De noordelijke paragneiszone bevat lenzen van allerlei lithologieën, zoals kalkschist, amfiboliet, eclogiet, peridotiet (meestal geserpentiniseerd) en gabbro. De zuidelijke paragneiszone bevat karakteristieke hornblende-granaatschisten (zogenaamde Garbenschiefer) van de Tremola serie.
De kristallijne gesteenten van de Gotthard-Decke vertegenwoordigen minstens twee oudere cyclussen van orogenese voor de Alpiene orogenese. De oudste fase, die wel (onterecht) "Caledonisch" genoemd werd, vond plaats in het Ordovicium. Wat nu de paragneisen zijn waren oceanische sedimenten die tijdens deze orogenese in een accretiewig werden gedeformeerd. De gabbro's en peridotieten, die nu als lenzen in de paragneisen liggen, vormden waarschijnlijk stukken van de oceanische korst die zich ooit onder de oceanische sedimenten bevond. De eclogieten uit de Gotthard-Decke geven ouderdommen van rond de 470 miljoen jaar.
Afsluitend voor deze Ordovicische orgenese waren intrusies van granitoïde magma's, vooral graniet. Deze werden, net als de paragneisen, sterk gedeformeerd tijdens de Hercynische orogenese rond 320 miljoen jaar geleden. Ze vormen nu de Streifengneis. De Hercynische orogenese werd afgesloten met een nieuwe fase van intrusies, waarvan vier lichamen dagzomen: de Rotondo-Granit ten noorden van het Val Bedretto, de Fibbia- en Gamsboden-Granit in de omgeving van de Gotthardpas en de Cristallina-Granit rond de Lukmanierpas. Deze intrusies hebben ouderdommen tussen de 305 en 290 miljoen jaar.